# Zespół Cushinga
Zespół Cushinga (łac. syndroma Cushing, ang. Cushing’s syndrome) – zespół objawów chorobowych związanych z występowaniem podwyższonego poziomu kortyzolu (lub innych steroidów nadnerczowych) w surowicy krwi.
Najczęstszą przyczyną występowania zespołu Cushinga jest długotrwałe podawanie glikokortykosterydów w leczeniu innych chorób.
Wyróżnia się 2 postacie zespołu Cushinga:
- Zależny od ACTH – Choroba Cushinga (łac. morbus Cushing) – jest stanem chorobowym powodującym identyczne objawy chorobowe, spowodowane jest jednak nadmiernym wydzielaniem ACTH przez gruczolaka przysadki mózgowej.
- Niezależny od ACTH – spowodowany przez guzy kory nadnerczy (gruczolaki lub raki)

## Objawy i przebieg
- przyrost masy ciała i w następstwie otyłość; otyłość cushingoidalna – nagromadzenie tkanki tłuszczowej na karku, w okolicach nadobojczykowych, twarzy (tzw. twarz księżycowata) i tułowiu
- ścieńczenie skóry, szerokie rozstępy na skórze brzucha, ud, pośladków, piersi i niekiedy ramion, o barwie purpurowoczerwonej
- trądzik, hirsutyzm
- zaburzenia miesiączkowania
- zaburzenia emocjonalne (depresja, chwiejność emocjonalna, upośledzenie czynności poznawczych, zaburzenia snu)
- nadciśnienie tętnicze
- osteoporoza, złamania kompresyjne kręgów
- cukrzyca lub nieprawidłowa tolerancja glukozy (cukrzyca steroidowa)
- osłabienie siły mięśniowej związane z zanikiem tkanki mięśniowej spowodowane katabolicznym działaniem glikokortykosterydów
- charakterystyczna budowa ciała – otłuszczenie twarzy i tułowia i chude kończyny górne i kończyny dolne
- u dzieci – opóźnienie wzrostu kostnego z następową karłowatością
- w skrajnych wypadkach martwica skóry

## Przyczyny
- każde długotrwałe stosowanie glikokortykosterydów (lub ACTH) w przebiegu leczenia innych chorób (np. astma oskrzelowa, RZS, kolagenozy)
- hiperkortyzolizm endogenny zależny od ACTH
  - guz przysadki wydzielający ACTH (choroba Cushinga)
  - ektopowe wydzielanie ACTH przez guzy hormonalnie czynne (np. rak drobnokomórkowy płuca, rzadziej rakowiak)
- hiperkortyzolizm niezależny od ACTH
  - gruczolak nadnercza
  - rak nadnercza
  - przerost nadnerczy

## Diagnostyka
- testy charakterystyczne dla choroby:
  - test hamowania deksametazonem
  - dobowe wydalanie z moczem wolnego kortyzolu i 17-hydroksysteroidów
  - ocena rytmu dobowego kortyzolu
  - stężenie wolnego kortyzolu i ACTH w osoczu
  - test stymulacyjny z CRH (hormonem uwalniającym kortykotropinę)
  - MRI przysadki mózgowej
  - tomografia komputerowa nadnerczy z użyciem środka kontrastowego
  - cewnikowanie zatok skalistych dolnych
  - późnowieczorne stężenie kortyzolu w ślinie
- testy niecharakterystyczne dla choroby
  - glikozuria i hiperglikemia
  - policytemia
  - neutrofilia i limfopenia
  - hiperlipidemia
  - obniżenie stężenia potasu i zwiększenie stężenia sodu w surowicy krwi
  - rtg kręgosłupa lędźwiowego ujawniające zaawansowaną osteoporozę

## Leczenie
W zależności od przyczyny stosuje się leczenie operacyjne, radioterapię lub farmakoterapię.
Najskuteczniejszym i dającym szansę na stałe wyleczenie jest leczenie operacyjne, które jednak nie zawsze jest możliwe. W zależności od przyczyny schorzenia, możliwe jest:
- mikrochirurgiczne usunięcie przez zatokę klinową gruczolaka przysadki mózgowej,
- obustronna adrenalektomia w przypadku nowotworów nadnerczy z wyjątkiem gruczolaka, kiedy wystarcza jednostronna adrenalektomia.

Po leczeniu chirurgicznym lub też w przypadku niemożności jego przeprowadzenia stosuje się miejscową radioterapię i farmakoterapię lekami hamującymi syntezę steroidów nadnerczowych.
Ważne też jest stosowanie diety wysokobiałkowej oraz wyrównywanie stężeń potasu.